# Kerk van Sint Demetrius van Thessaloniki bij de Tver-Poort
De Kerk van de Heilige Demetrius van Thessaloniki bij de Tver-Poort (Russisch: Храм Димитрия Солунского, что у Тверских ворот) was een kerk gelegen aan het bekende Poesjkinplein in de wijk Tverskaja in Moskou. De kerk stond scheef tegenover het Passieklooster.
In de jaren 1791-1793 werd de kerk gebouwd op de plaats van een andere kerk. De veel oudere klokkentoren bleef daarbij behouden. 
De kerk werd op last van de atheïstische autoriteiten in 1920 gesloten voor de eredienst. Ter voorbereiding van een algehele reconstructie van het Poesjkinplein werd er op 7 februari 1933 ingestemd met afbraak van de kerk, echter onder voorbehoud dat de klokkentoren moest blijven staan. 
Uiteindelijk werden in 1934 zowel kerk als klokkentoren volledig gesloopt.   